# Wasted
Wasted är en EP från 1998 av bandet L.A. Guns. EP:n är bandets enda med sångaren Ralph Saenz.

## Låtlista
1. "Wasted"
2. "WellSpent"
3. "Heavy Head"
4. "Forgiving Eyes"
5. "Jayne 98"
6. "Cold Gin"

## Medverkande
- Ralph Saenz - sång
- Tracii Guns - gitarr
- Johnny Crypt - bas
- Steve Riley - trummor